# Ulderiko Donadini
Ulderiko Donadini (ur. 8 kwietnia 1894 w Plaškach, zm. 10 maja 1923 w Zagrzebiu) – chorwacki dramaturg i prozaik.

## Życiorys
W 1913 roku ukończył studia na Akademii Ekonomiczno-Leśnej w Zagrzebiu, a pięć lat później uzyskał dyplom z biologii i chemii.
Brał udział w walkach I wojny światowej. Od 1915 roku był trwale niezdolny do walki i pracował jako nauczyciel w Petrinji i Zagrzebiu. Leczył się psychiatrycznie. W latach 1916–1918 był redaktorem magazynu „Kokot”.
W 1915 roku opublikował zbiór opowiadań „Lude priče”. Następnie napisał powieści „Vijavice” (1917) i „Bauk” (1922), w których swą uwagę poświęcił ciemnej stronie ludzkiego życia emocjonalnego. Stworzył również „Kamena s ramena” (1917), w której zebrał swe pamflety i polemiki. Jego powieść „Kroz šibe” (1921) nosi cechy autobiograficzne. Napisał także dramaty „Bezdan” (1919), „Igračka oluje” (1921) i „Gogoljeva smrt” (1921).